# Cedar Bluffs (Nebraska)
Cedar Bluffs ist ein Village im Saunders County im Bundesstaat Nebraska der Vereinigten Staaten. Das Dorf liegt ca. zehn Kilometer südwestlich von Fremont und 58 Kilometer nordöstlich von Omaha und hatte bei der letzten Volkszählung im Jahr 2010 insgesamt 610 Einwohner.

## Geschichte
In der Region um das heutige Dorf Cedar Bluffs lebten ursprünglich amerikanische Ureinwohner vom Stamm der Pawnee. Diese betrieben in der Nähe der heutigen Siedlung eine Fähre über den South Platte River. Die Gründung des Dorfes Cedar Bluffs erfolgte offiziell am 26. Juli 1886, als dort im Zuge der Verlängerung der Chicago & Nord Western Railroad Grundstücke parzelliert und verkauft wurden. Der Name des Ortes leitet sich von einem mit Zedern bewachsenen Flussufer ab, nördlich von Cedar Bluffs fließt der South Platte River. Zu diesem Zeitpunkt war der Ort die einzige weitere Siedlung zwischen den Städten Freemont und Wahoo. Der erste in Cedar Bluffs eröffnete Betrieb war ein Werkzeuggeschäft.
Bereits kurz nach der Gründung gab es in Cedar Bluffs eine Apotheke, eine Metzgerei, einen Friseursalon, einen Saloon, einen Gemischtwarenladen und drei Lebensmittelgeschäfte, eine Bank, ein Hotel und mehrere weitere kleine Betriebe. Des Weiteren gab es in Cedar Bluffs ein kleines Theater. 1905 wurde in dem Ort die erste Kirche, die First Presbyterian Church, errichtet. 1917 folgte der Bau der St. Mary’s Catholic Church. 1914 erfolgte die Gründung eines Schulbezirkes, seitdem gibt es in Cedar Bluffs eine High School. Die dritte Kirche des Ortes, die St. Matthews Lutheran Church, wurde 1965 gebaut, nachdem die zuvor von der Kirchengemeinde genutzte, etwa sieben Kilometer südlich von Cedar Bluffs gelegene Kirche bei einem Sturm zusammengestürzt war. Im Jahr 1969 wurde unmittelbar neben der bereits vorhandenen Schule eine Grundschule gebaut.
Am 1. September 1981 wurde der Betrieb der örtlichen Bahnstrecke eingestellt, die Bahnstrecke wurde bis 1983 zurückgebaut. Heute gibt es in Cedar Bluffs eine Freiwillige Feuerwehr und eine Stelle der American Legion.

## Bevölkerung

### Census 2010
Bei der Volkszählung 2010 lebten in Cedar Bluffs 610 Einwohner, verteilt auf 231 Haushalte und 165 Familien. Von den Einwohnern waren 96,6 % Weiße, 0,8 % amerikanische Ureinwohner, 0,2 % Asiaten, 0,8 % waren anderer Abstammung und 1,6 % gehörten mehreren Rassen an. 1,8 % der Einwohner waren Hispanics oder Latinos. Altersmäßig waren 26,6 % der Einwohner unter 18 Jahren alt, 8,5 % waren zwischen 18 und 24, 22,2 % zwischen 25 und 44, 26,7 % zwischen 45 und 64 und 16,1 % waren älter als 65 Jahre. Das Medianalter betrug 39 Jahre. In 36,8 % der Haushalte lebten Kinder unter 18 Jahren und in 12,6 % der Haushalte lebten Personen über 65. 51,5 % der Einwohner waren männlich und 48,5 % weiblich.

### Census 2000
Bei der Volkszählung im Jahr 2000 hatte Cedar Bluffs 615 Einwohner, verteilt auf 247 Haushalte und 171 Familien. 99,02 % der Einwohner waren Weiße, 0,16 % Afroamerikaner, 0,49 % Ureinwohner, 0,33 % mehrerer Abstammungen. Hispanics oder Lations machten 0,16 % der gesamten Bevölkerung aus.
Das durchschnittliche Einkommen pro Haushalt betrug in der Stadt zu diesem Zeitpunkt 35.526 US-Dollar, das durchschnittliche Einkommen einer Familie lag bei 39.271 US-Dollar. 6,6 % der Einwohner lebten unterhalb der Armutsgrenze, von diesen Einwohnern waren 6,5 % unter 18 und 5,7 % über 65 Jahre alt.

## Infrastruktur
Die Wirtschaft in Cedar Bluffs ist durch die ländliche Lage insbesondere landwirtschaftlich geprägt, rund um die Stadt erstreckt sich Farmland. Inzwischen pendeln die meisten Bewohner von Cedar Bluffs nach Fremont, Schuyler, Wahoo oder Omaha zur Arbeit.
Cedar Bluffs liegt an der Nebraska Route 109 und etwa acht Kilometer westlich des U.S. Highway 77 zwischen Freemont und Lincoln.